# Медаль Победы (Греция)
Межсоюзная Медаль Победы (Греция) (греч. Διασυμμαχικόν Μετάλλιον Νίκης) — греческая награда — учреждённая 22 сентября 1920 года в ознаменование победы в Первой мировой войне. Аналогична награде, учреждённой другими странами-союзниками.
Критерии награждения и внешний вид медали были установлены королевским указом от 6 октября 1920 года.
Медаль была разработана Анри-Эженом Ноком и изготовлена компанией V. Canale в Париже. Лента, единая для всех стран, выполнена в цветах двойной радуги с красным цветом в центре.

## Критерии награждения
Право на получение медали имели военнослужащие, раненые в бою, умершие от ран или погибшие в бою, а также прослужившие не менее трёх месяцев на действительной службе:
- на македонском фронте с 9 сентября 1916 года до перемирия 7 сентября 1918 года;
- в русской кампании между днём отъезда и днём высадки в России или Румынии для возвращения в Грецию[2];
- на фракийском фронте до 17 июля 1920 года.

Критерии для матросов, измененные королевским указом от 21 декабря 1922 года, предусматривали минимум один год службы в период с 14 июня 1917 года по 25 ноября 1918 года.

## Описание

### Медаль
Медаль представляет собой бронзовый диск диаметром почти 37 мм. На реверсе реконструкция статуи греческой богини победы Ники Пеония с пальмовой ветвью в правой руке и лавровым венком в левой. В левом нижнем углу подпись гравёра «Henry NOCQ».
На реверсе табличка с выгравированными названиями союзных стран, поддерживающие фигуру младенца Геракла, борющегося с двумя змеями.
По краю надпись «Ο ΜΕΓΑΣ ΥΠΕΡ ΤΟΥ ΠΟΛΙΤΙΣΜΟΥ ΠΟΛΕΜΟΣ» («Великая война за цивилизацию») и годы «1914-1918».